# We Will Rock You (dal)
A We Will Rock You az első dal a brit Queen rockegyüttes 1977-es News of the World albumáról. A szerzője Brian May gitáros volt. Az inspirációt koncerten velük együtt éneklő rajongók adták, ennek hatására akart kifejezetten olyan dalt írni, amelyet a közönség is könnyedén el tud énekelni velük. 1977. október 7-én kislemezen is megjelent, a „We Are the Champions” B oldalán (egyes országokban, így Amerikában is dupla A oldalas kislemezként). Ez volt az együttes első nemzetközi sikere, Amerikában is az addigi legjobb, negyedik helyezést érte el.
Az alapját jellegzetes két dobbantás és egy taps adja, ehhez társul az egyéb kíséret nélküli ének, a végén pedig egy könnyen felismerhető gitárszóló hallható. Létezett a dalnak egy kevésbé ismert változata, amelyet végig hangszereltek, és gyorsabban adtak elő. A szöveg jelentéséről May keveset mondott, nyilatkozatai szerint egy ember élettörténetét meséli el.
A dalt jellemzően a koncertjeik végén adták elő, megjelenésétől kezdve minden turnéjukon játszották. A gyors változatot csak az 1970-es években játszották. Egyike az együttes legismertebb és legjellegzetesebb dalainak, több az együttessel kapcsolatos kiadvány és rendezvény nevét megihlette. A maga idejében vegyesen fogadták a kritikusok, a bírálói szerint a Queen a felsőbbrendűségét szerette volna kifejezni vele. Napjainkban a legtöbben elismerik a jelentőségét, és a rocktörténet legjobb dalai közt tartják számon.

## Háttér és felvételek
Az 1970-es évek közepére a Queen már sikeres együttes volt, nagy látogatottságú koncerteket adtak mind Európában, mind Amerikában. A rajongók lelkesedése a koncerteken nagy hatással volt mind Mayre, mind Freddie Mercury énekesre. Egy 1977-es koncerten, a birminghami Bingley Hallban a közönség aktív részese volt az előadásnak: „Végigénekelték az összes dalt. Birminghamben például olyan hangosak bírtak lenni, hogy abba kellett hagynunk a zenélést és hagyni, hogy ők énekeljenek nekünk.” Miután az együttes levonult a színpadról, a közönség a „You’ll Never Walk Alone” című futballindulót énekelte nekik. May szerint az eset nagy hatással volt rá és Mercuryra, mindketten rögtön arra gondoltak, hogy milyen érdekes lenne kifejezetten úgy írni a dalokat, hogy számítanak a hallgatóság részvételére. Aznap este May úgy aludt el, hogy az járt a fejében, hogyan tudna a közönség részt venni az előadásban: „Mind össze vannak ott zsúfolva. Tudnak dobbantani a lábukkal, tapsolni a kezeikkel, és énekelni.” Reggel úgy ébredt, hogy a „fejében volt a dal”, és mintegy tíz perc alatt megírta az alapjait. A tény, hogy a dalt közönség számára írta, arra ösztönözte, hogy egy nagyon egyszerű dalszerkezetet építsen fel, mivel „egy egyszerű motívumot mindenki el tud énekelni, tapsolni, vagy a lábával dobbantani.” Végső soron ezek a hatások nagy befolyással voltak az együttes későbbi aréna rock stílusára: „Az elején azt szerettük volna, ha az emberek leülnek, és ránk figyelnek, mert hittük, hogy valami fontosat mondunk nekik. De ők az előadás része akartak lenni. A végén úgy döntöttünk, hogy nem küzdünk ez ellen, hanem felhasználjuk a jobb koncertek érdekében.”
A dalt 1977 júliusa és szeptembere között vették fel Londonban, a Wessex Sound Studiosban és a Basing Street Studiosban. A dal alapjait adó taps és dobbantást valóban kézzel és lábbal keltették, és nem pedig dobokkal, ahogy sokan képzelték. Ehhez kiváló választás volt a Wessex, amelyet egy egykori templomból alakították át, ezért kiváló volt az akusztikája. Roger Taylor dobos szerint egy zongorán ülve dobbantottak és tapsoltak egy pódiumon egymás után vagy tizenötször – bár May később azt írta a weboldalán, hogy nem emlékszik, hogy zongorán ültek volna Mike Stone hangmérnök és társproducer az együttes tagjain kívül akit csak tudott behívott a felvevőterembe, és belevont a zajkeltésbe. Andy Turner, aki a stúdió akkori hangmérnökasszisztense volt, így emlékszik: „Egy alkalommal kora este jöttek, fogtak engem, Howardot és Betty-t, a teakiszolgáló hölgyet, aki a stúdió melletti házban lakott, és bevontak mindannyiunkat ebbe a zajongásba. Ott álltunk mindannyian, és ütöttük a ritmust felvételeken keresztül.” A Wessex Studiosban dolgozott abban az időben a Sex Pistols is, és May szerint a „We Will Rock You” felvételei során találkoztak a Queennel. 1977. október 28-án a BBC újra felkérte őket, hogy a stúdiójukban vegyék fel pár daluk alternatív változatát, ahogyan azelőtt már öt alkalommal is megtették. Ez alkalommal felvették a dal hagyományos és gyors változatát is. Mivel a kórus részekhez többféle különböző hangra volt szükség, Jeff Griffint, és Mark Robinson hangmérnököt is behívták vokálozni.

## Kompozíció
- We Will Rock YouA dal első versszaka. Megfigyelhető a folyamatos „dobbantás–dobbantás–taps”, a dal végéig ez az egyetlen kíséret az ének mögött.

Nem tudod lejátszani a fájlt?
A „We Will Rock You”-t Mercury énekli, a refrén alatt pedig May és Taylor, valamint a felvételek idején a stúdióba behívott emberek vokáloznak. A dal első másfél percében csak a két lábdobbantás és egy taps motívum kíséri az egyszólamú éneket, amely a „we will, we will rock you” refrén alatt a G-F#-E-D-E-E dallamra épül. May fizikusként abba is belegondolt, hogyan hangozhat, ha több ezer ember dobbant egyszerre: „Azt gondoltam, »Tehát hallhatod őket dobbantani. Aztán van egy hatása a tőled való távolságnak is.« Ezért többször megismételtem pár dobbantást, nem visszhang effektussal, csak egyszerű ismétléssel, különböző távolságokból. És ezek a távolságok mind prímszámok voltak.” A gitár visszacsatolás okozta gerjedés az utolsó refrén közepén, 1:20-kor érkezik, majd elhangzik a félperces, jellegzetes gitárszóló. May 2008-ban a Guitar Playerben így összegezte a dallal kapcsolatos törekvéseit: „Általában a dal középső szakaszába szokás a szólót tenni, majd hagyományosan befejezni a dalt. Emlékszem, hogy én egyáltalán nem akartam ugyanezt. Nem hagyományosan akartam hozzáállni. Az egész dalt nagyon merészen letisztultra akartam. Úgy terveztem, hogy amikor a gitár bejön, ne a szokásos helyre kerüljön. Szaggatott érzést akartam kölcsönözni neki, és olyan is lett, mert néhány dolog nem volt megtervezve benne. […] Olyasmit akartam, amire az emberek felfigyelnek, ami nem csak egyszerű háttérzene. Így tehát a gitár az utolsó résznél kapcsolódott be, amikor már azt hinnéd, a dal véget ér – ami nagyon váratlanra sikeredett.”  A szóló meglepetésre A dúrra épül, kicsit kitérve a D dúr hármashangzat felé is, majd az Asus4 hangjaira improvizál. May egy számára szokásos beállításban játszotta a szólót: a középső és a húrláb felőli hangszedő azonos fázisba volt kapcsolva. Erősítőnek a szokásos AC30-asát használta, a hangzást Foxx phaserrel torzította. May szerint mivel a szólót is ugyanúgy a jó akusztikájú Wessex Studiosban vették fel, ahol a dobbantásokat, ezért a gitárhangzást sem kellett a stúdióban telíteni, mert a terem akusztikája nagyrészt megoldotta ezt a feladatot. Mike Stone hangmérnök-társproducerrel sokat kísérleteztek a helység bemikrofonozásával, hogy természetes hangzást sikerüljön felvenniük.
A rövid, egyszerű dalszöveg három versszakra van tagolva, és első személyben szólítja meg a hallgatót: az első mint fiatalembert (Haver, fiú vagy, hát lármázz/Az utcán játszol, de nagy férfi lesz belőled), a második mint felnőttet (Haver, fiatal, kemény ember vagy/Kiabálsz az utcán/Nemsokára tied lesz a világ), a harmadik pedig mint öregembert (Haver, öreg, szegény ember vagy/Békességért könyörög tekinteted). May nem magyarázta túl a jelentését: 2008-ban a Q-ban „”a Queen »az ember három életszakasza« himnuszának”, egy 2001-es interjúban pedig „egy az életről szóló üzenetnek” nevezte. Laura Jackson életrajzi könyve szerint „az emberiségről, és az erőszak hasztalanságáról szól”. 2010-ben az NPR rádióban May azt mondta róla: „egy fiú férfivá válásáról szól, és az álmairól, arról, hogyan látja magát, és hogyan látja az erejét a világban. […] elmélkedő típusú dal, bár egyszersmind ökölrázó induló is.” Elterjedt nézet az is, hogy az egyszerű dalszerkezetével, és szövegével választ ad az  akkoriban népszerűvé váló punk stílusra, vagy egyszerűen csak kigúnyolja. Chuck Eddy szerint a „sáros az arcod” szövegrész egyes feltételezések szerint a Kiss-re utalhat. Az újságírók sokat kritizálták a szövegét. Dave Marsh a Rolling Stone-ban lesújtóan írt róla: „harci induló: »nem te ringatsz el minket, mi ringatunk el téged.« Valóban, a Queen lehet az első fasiszta rockzenekar.”

## Megjelenés és fogadtatás
A „We Are the Champions”/„We Will Rock You” kislemez 1977. október 7-én jelent meg. Szándékosan párosították össze a két dalt, mint a közönséggel való kommunikációjuk csúcspontját. A ’We Will Rock You” B oldalas dal volt, de az Elektra úgy érezte, hogy mindkét dalban megfelelő potenciál van, ezért Amerikában és Kanadában dupla A oldalasként adták ki. Az EMI felismerte a lehetséges népszerűségét a sportszurkolók körében, ezért a vállalat őszi kereskedelmi konferenciája nagyrészt a két dal köré épült. A konferenciára meghívták Dickie Davis sportműsorvezetőt is. A „We Will Rock You” el is terjedt mind labdarúgó, mind az amerikaifutball-szurkolók körében. A kislemez jól fogyott, a második helyet érte el Angliában, a negyediket Amerikában, de az első helyre került az amerikai Record World magazin slágerlistáján. Rövid idő alatt csak Amerikában több mint kétmillió példányban kelt el, ami az Elektra addigi legsikeresebb kislemezévé tette. Angliában aranylemez, Amerikában platinalemez lett. Franciaországban, Írországban és Hollandiában is a legjobb öt közé került a listákon. A kislemez borítóján egy óriási robot feje volt látható, ugyanabból a képből lett kivágva, amelyet Frank Kelly Freas készített a News of the World borítójához.
Megjelenése idején a kritikusok nagyon megosztottak voltak, egyesek dicsérték, mások nagyon rosszindulatúan írtak róla. Bart Testa a Rolling Stone-ban azt írta: „a Leni Riefenstahl filmjeiben látható politikai gyűlések légkörét idézi fel, egyszerre rockhimnusz és csatainduló.” Ugyancsak a Rolling Stone hasábjain az 1978-as Jazz album kritikájában Dave Marsh az együttes felsőbbrendűségét hirdető dalnak, az 1979-es Live Killers kritikájában David Fricke pedig árja csatadalnak nevezte. Jobb véleménnyel volt róla a The Washington Post: „az együttes legfeltűnőbb jellegzetessége a heavy metal basszus – nehéz gitár és dobszólamok –, amely támogatja, és egyszerre szembemegy többszínű dallamos részekkel. Egy jó példa erre az album első száma, a „We Will Rock You”, amely egy csodálatosan primitív, törzsi rituálé,” és a Record Mirror: „majdhogynem egy szurkolódal stúdióváltozata.”
1979-ben a Live Killers kiadványról kimásolt koncertverzió megjelent kislemezen Japánban és Amerikában, de nem került fel az slágerlistákra. Ugyancsak 1979-ben a gyors verzió koncertfelvétele a „Crazy Little Thing Called Love” kislemez angliai kiadásának B oldalán szerepelt. 1988-ban újra kiadták Angliában a „We Are the Champions”/„We Will Rock You” kislemezt 3 hüvelykes CD formátumban, a „We Will Rock You” ezen is B oldalas volt. 1992-ben Amerikában a Hollywood Records adta ki újra, ekkor az 52. helyet érte el a slágerlistán. 1996-ban a „Too Much Love Will Kill You”, majd 1998-ban a „No-One but You (Only the Good Die Young)” kislemezre került fel. 2002-ben szerepelt a brit The Sun magazin játékában: aki visszaküldött hat kupont az újságból, az egy kislemezt kapott ajándékba. Ezen az eredeti, a gyors verzió BBC-s felvétele, és egy a We Will Rock You musical előadásán felvett változat szerepelt.

## Örökség
A későbbi kritikákban rendszerint nagyobb elismerést kap, és a kritikusok többsége az együttes egyik legjobb dalának tartja. Greg Prato az AllMusic weboldalán a Queen egyik legnagyobb himnuszának nevezte, és így méltatta: „Nehéz Brian May minimalista szerzeményéhez hasonló dalt találni, ahol csak az ének és a dobok töltik ki az idő nagy részét, a végén található gitárszólót kivéve. Az együttes úgy érezte, hogy írniuk kell egy csatadalt a közönségnek, amelyet új életre kelthetnek a koncerteken, és sikerült megalkotniuk a rockzene egyik legnagyobb és legemlékezetesebb szerzeményét.” 1991-ben Jim Farber az Entertainment Weekly-ben azt írta: „ez az agyhalott, focidrukker kántálás az 1980-as évek majdnem minden hard rock slágeréhez ihletet adott, Joan Jett „I Love Rock and Roll”-jától kezdve a Deff Leppard minden számáig.” George Starostin kritikus viszont a legrosszabb véleménnyel volt róla: „Mintha Mercury és társai szándékosan játszanának a közönséggel, kielégítik a legalantasabb kívánságait és szenvedélyeit; ez a »kereskedelmi« zene, a szó legrosszabb értelmében.” 2004-ben a Rolling Stone „minden idők 500 legjobb dala” listáján a 330. helyre, az Amerikai Hanglemezgyártók Szövetsége által összeállított „az évszázad dalai” listán pedig a 146. helyre került. A PopMatters „a 100 legjobb dal Johnny Rotten óta” című listáján a 80-ik lett. 2009-ben beiktatták a Grammy Hall of Fame-be. 2011-ben felkerült a Rock and Roll Hall of Fame „dalok, amelyek megformálták a rock and rollt” listájára. A Nielsen SoundScan 2009-es jelentése szerint 2000 és 2009 között az 1970-es években megjelent dalok közül a „We Will Rock You” volt az ötödik legtöbb alkalommal internetről letöltött szám,  és 2010 szeptemberéig több mint 1,9 millió alkalommal vásárolták meg az erre szakosodott weboldalakról. Csak Amerikában megjelenésétől fogva több mint hárommillió alkalommal játszották le a rádiókban és a televíziókban. A BMI felmérései szerint még a 2010-es években is a „We Will Rock You”-t éneklik a legtöbbször a sportszurkolók.

## Videóklip
Egyszerű, élő előadást utánzó klipet készítettek hozza. A filmet 1978 februárjában forgatták Taylor házának kertjében, és aznap később még a „Spread Your Wings” klipjét is leforgatták ugyanabban a beállásban ls ruhákban. A forgatási szünetben John Reid autójának hátsó ülésén írták alá azokat a papírokat, amelyek kimondták az együttes függetlenedését a menedzsertől. A felvételen May nem akarta az eredeti Red Specialt kitenni a hidegnek, ezért egy másolaton játszott, amelyet John Birch készített számára. A klip felkerült a Greatest Flix és Greatest Video Hits 1 klipválogatásokra.

## Élőben
A megjelenésétől kezdve az 1986-os utolsó turnéig rendszeresen játszották a koncertjeiken. 1977 és 1979 között még a ráadásban hangzott el, 1979-től kezdve a koncert legvégén. Élőben is minden alkalommal a „We Are the Champions” előtt játszották, ritkán bontották meg a két dal egységét, mint ahogy az 1986-os Magic Touron a „Friends Will Be Friends”-t illesztették a kettő közé. A közönség May elképzeléséhez híven valóban aktív részese volt az előadásnak, együtt énekeltek és tapsolták az ütemet az együttessel (bár – ahogy May később megjegyezte – nem dobbantottak a lábukkal, hanem hármat tapsoltak). Ugyanígy értelemszerűen az együttes sem tapsolt és dobbantott: két lábdob helyettesítette a dobbantást, egy pergődob a tapsot. May gyakran vezette be gitárszólamokkal. A gyors változat 1977-től 1982-ig az előadások elején hangzott el.
Az 1985-ös Live Aid koncerten időszűke miatt csak az első versszakot, és a gitárszólót játszották el. A Queen + Paul Rodgers koncerteken rendszeresen játszották, ugyancsak koncertzáróként. May és Taylor is előadták a szólókoncertjeiken. Az együttes legtöbb koncertanyagára felkerült, így az 1979-es Live Killers, 1986-os Live Magic és 1992-es Live at Wembley ’86 koncertalbumokra, és a 2003-as Queen: Live at Wembley Stadium, 2004-es Queen on Fire – Live at the Bowl és 2007-es Queen Rock Montreal koncertfilmekre – a Queen + Paul Rodgers változat a Return of the Champions koncertalbumra és koncertfilmre.

## Feldolgozások
Henry Rollins „I Have Come to Kill You” címen parodizálva dolgozta át 1987-ben a Henrietta Collins & The Wife-Beating Child-Haters hardcore punk együttes középlemezére. A News of the World 1991-es újrakiadására Rick Rubin producer készítette el a dal remixét. Bár az együttes nem volt elégedett ezzel a változattal, a Hollywood Records mégis elfogadta, így felkerülhetett az újrakiadás bónuszdalai közé. Több mint kétszer olyan hosszú volt, mint az eredeti, dob és basszus rájátszásokat is tartalmazott, amiket Chad Smith és Flea, a Red Hot Chili Peppers tagjai játszottak fel. A Warrant glam metal együttes feldolgozása 1992-ben a 83. helyet érte el az amerikai slágerlistán. Linda Ronstadt altatódal stílusban adta elő 1996-os Dedicated to the One I Love albumán. 2004-ben a Pepsi reklámjában Britney Spears, Beyoncé Knowles és Pink adta elő, a felvételnek May volt a producere. A reklámfilmben a három énekesnő gladiátorokat alakított, fellázadtak az Enrique Iglesias alakította császár ellen. A filmben May és Taylor is szerepeltek a közönség soraiban ülve.
Az 1992-es Freddie Mercury emlékkoncerten Axl Rose énekelte el az együttes élő tagjaival. A U2 1992-es Zoo TV turnéja során minden előadáson lejátszottak egy összevágott klipet, amelyben az akkori amerikai elnök, George Bush „énekelte” a dalt. 1993. január 16-án Sao Paolóban a Nirvana popslágerekből álló egyveleg részeként játszotta. Alanis Morissette 1996-os turnéjának ráadásaiban adta elő, az egyik állomáson rögzített felvétel felkerült az 1997-es Jagged Little Pill, Live koncertfilmjére. Robbie Williams a Knobworth Parki koncertjén adta elő, így felkerült a koncertről készült Live at Knebworth című DVD-jére is. 2003-ban Anastacia a Nelson Mandela fémjelezte 46664 koncerten Taylor és May társaságában énekelte el.
2000-ben Taylor és May az angol Five fiúegyüttessel közösen átdolgozta a dalt. Ez egy teljesen új felvételen alapult, a fiúcsapat tagjai hiphop stílusban énekelték, és egy plusz versszakot is írtak hozzá. Több mint egy perccel hosszabb lett, mint az eredeti. Kislemezen 2000. július 17-én, Five+Queen produkcióként adták ki, és bár az első helyet érte el az angol slágerlistán, az együttes rajongói és a kritikusok nemtetszésüket fejezték ki az új változattal kapcsolatban.

## Kislemez
| 7" kislemez (EMI 2708, Anglia / Elektra E-45441, Amerika) 1. We Are the Champions – 2:59 2. We Will Rock You – 2:01 CD kislemez (Parlophone QUECD6, Anglia, 1988) 1. We Are the Champions – 2:59 2. We Will Rock You – 2:01 3. Fat Bottomed Girls – 3:22 | CD kislemez (Hollywood HB-66573-2, Amerika, 1991) 1. We Will Rock You (Rick Rubin remix) 5:01 2. We Will Rock You (Ruined Instrumental) – 2:12 3. We Are The Champions (Rick Rubin remix) – 3:27 4. We Will Rock You (Big Beat A Cappella) – 1:56 5. We Will Rock You (Zulu Scratch A Cappella) – 1:25 Kazetta (Hollywood HB-66573-4, Amerika, 1991) 1. We Will Rock You (Rick Rubin remix) – 5:00 2. We Will Rock You (Ruined Instrumental) – 2:10 3. We Are The Champions (Rick Rubin remix) – 3:25 4. We Will Rock You (Big Beat A Cappella) – 2:05 5. We Will Rock You (Zulu Scratch A Cappella) – 1:25 | CD kislemez (RCA 74321 774 022, Anglia, 2000) 1. We Will Rock You (Radio Edit) – 3:08 2. Keep on Movin' (The Five-A-Side Mix) – 3:32 3. We Will Rock You (Video) – 3:08 CD kislemez (RCA 74321 77654 2, Európa, 2000) 1. We Will Rock You (Radio Edit) – 3:08 2. Invincible Megamix – 3:43 3. We Will Rock You (Video) – 3:08 Kazetta (RCA 74321 78012 2, Anglia, 2000) 1. We Will Rock You (Radio Edit) – 3:08 2. Keep on Movin' (The Five-A-Side Mix) – 3:32 3. Invincible Megamix – 4:19 |  |

## Helyezések és eladások
| Év   | Lista                       | Helyezés |
| ---- | --------------------------- | -------- |
| 1977 | Brit kislemezlista          | 2        |
| 1977 | Amerika Billboard Hot 100   | 4        |
| 1977 | Ausztria Top 40             | 12       |
| 1977 | Belgium Ultratop            | 10       |
| 1977 | Francia slágerlista         | 10       |
| 1977 | Hollandia MegaCharts        | 2        |
| 1977 | Ír slágerlista              | 3        |
| 1977 | Német slágerlista           | 13       |
| 1977 | Norvégia VG-lista           | 6        |
| 1977 | Svéd slágerlista            | 14       |
| 1992 | Amerika Billboard Hot 100   | 52       |
| 2000 | Brit kislemezlista          | 1        |
| 2006 | Billboard Hot Digital Songs | 36       |

| Ország                             | Eladási minősítés | Eladás     |
| ---------------------------------- | ----------------- | ---------- |
| Anglia (BPI)                       | arany             | 400 000+   |
| Anglia (BPI) Queen + Five változat | ezüst             | 200 000+   |
| Amerika (RIAA)                     | platina           | 2 000 000+ |
| Amerika (RIAA) Digitális letöltés  | arany             | 500 000+   |
| Franciaország (SNEP)               | arany             | 624 000+   |